# 汉平南越之战
漢平南越之战是西漢消灭南越国的戰爭。

## 背景
约前113年，赵婴齐病死，谥号“南越明王”；太子赵兴即位，其母樛氏成为太后。前113年，汉武帝派遣安国少季出使南越国，前往告谕赵兴和樛太后，让他们比照汉朝的内诸侯前去长安朝拜汉武帝；同时命能言善辩的谏大夫终军和勇猛之人魏臣等辅助安国少季出使，卫尉路博德则率兵驻守在桂阳，以接应使者。此时的赵兴尚年轻，樛太后是中原人，南越国的实权实际上掌握在丞相吕嘉手中。樛太后在未嫁赵婴齐时，曾經与安国少季私通，此次安国少季出使，他们再次私通，南越人因此多不信任樛太后。樛太后感受到朝野的孤立，害怕发生动乱危及自己的地位，也想依附汉朝的威势來巩固自己的地位，于是多次劝说赵兴和群臣归属汉朝。与此同时透过使者致信汉武帝，请求比照汉朝的内诸侯，每隔三年去长安朝见汉武帝一次，并且撤除南越国与汉朝国界上的边关。汉武帝答应了樛太后的请求，赐给南越国丞相、内史、中尉及大傅等予官印，其余官职由南越国自置，这样意味着汉朝朝廷直接对南越国的高级官员进行任免。汉武帝还废除了南越国以前的黥刑和劓刑等野蛮酷刑，跟汉朝的内诸侯一样执行汉朝法律。同时将派往南越国的使者留下来镇抚南越国，力求南越国的局势平稳。赵兴和樛太后接到汉武帝的谕旨后，马上准备行装，准备前往长安朝见汉武帝。
南越国的丞相吕嘉较为长寿，从赵眜、赵婴齐，一直到赵兴均由其辅佐，为三代丞相。其宗族在南越出任官員的有逾70人，与南越王室有联姻，地位显要，深得越人的信任，威望超过赵兴。吕嘉强烈反对南越国内属汉朝，多次劝谏赵兴，但是赵兴一直不听。这使到吕嘉产生了背叛的念头，多次托病拒绝会见汉朝使者。汉朝使者都注意到吕嘉，但是迫于形势，未能夠杀掉吕嘉。赵兴和樛太后害怕吕嘉首先发难，就安排了一场酒宴，宴请汉朝使者和吕嘉，想借汉朝使者之力杀死吕嘉等人。在宴席中，樛太后当面指出吕嘉不愿意归属汉朝的行为，想以此激怒汉朝使者出手杀吕嘉。但是此时，身为将军的吕嘉之弟正率兵守在宫外，安国少季等使者犹豫不决，最终不敢动手。吕嘉觉察出杀气，随即起身出宫，樛太后大怒，想以矛掷击吕嘉，被赵兴阻止。吕嘉回去后，将其弟统领的士兵分出一部分安排到自己的住处加强防卫，托病不再去见赵兴和汉朝使者，并且暗中与朝中大臣密谋，准备发动政变。吕嘉知道赵兴无意杀他，所以数月來都没有采取行动，而樛太后想杀吕嘉，又没有这样的能力。
汉武帝听说了吕嘉不服从赵兴，而赵兴和樛太后又无法控制吕嘉，派出的使者又胆怯无能；同时又认为赵兴和樛太后已经归附汉朝，唯独吕嘉作乱，不值得兴师动众，于是想派庄参率2,000人出使南越国。庄参不愿意，汉武帝改派韩千秋和樛太后的弟弟樛乐于前112年率2,000人前往南越国。当韩千秋和樛乐进入南越国之后，吕嘉等人终于发动政变。吕嘉向国人称，赵兴太年轻，樛太后曾經是漢朝人，又与汉朝使者有奸情，一心想归属汉朝，想把先王留下的珍宝献给汉武帝，并且想把随从去长安的南越人卖给汉朝人为奴，不頤及南越国的社稷，只是顾及汉朝皇帝的恩宠。随后吕嘉和他弟弟领兵攻入王宫，杀死了赵兴、樛太后和汉朝的使者。

## 战争过程
吕嘉杀死赵兴之后，立赵婴齐和南越人妻子所生的长子赵建德为新的南越王，并派人告知了南越国的诸侯苍梧王赵光及南越国属下的各郡县官员。这时韩千秋的军队进入南越国境内，攻下几个边境城镇。随后，南越人佯装不抵抗，并供给饮食，让韩千秋的军队顺利前进，在走到离番禺40里的地方，南越突然发兵进攻韩千秋的军队，把他们全部消灭。吕嘉又让人把汉朝使者的符节用木匣装好，并附上一封假装向汉朝谢罪的信，置于汉越边境上，同时派兵在南越边境的各个要塞严加防守。汉武帝得知后，非常震怒，他一方面抚恤战死者的亲属，一方面下达了出兵南越国的诏书。
前112年秋，汉武帝调遣罪人和江淮以南的水兵共10万人，兵分五路进攻南越。第一路任命路博德为伏波将军，率兵从桂阳（今广东省连州市）沿湟水（今广东省境内的连江）直下。第二路任命主爵都尉杨仆为楼船将军，从豫章郡过横浦关沿浈水直下。第三路和第四路任命两个归降汉朝的南越人郑严和田甲分别为戈船将军和下厉将军，率兵从零陵（今广西壮族自治区兴安县北）出发，然后郑严的军队沿漓水直下，田甲的军队则直抵苍梧（今广西壮族自治区梧州市）。第五路以驰义侯何遗利用巴蜀的罪人和夜郎的军队，直下牂柯江。但西南夷国家多不愿出兵，甚至且兰的君主还公然反抗，杀死了汉朝使者和犍为郡太守。五路军队的最终目标皆为南越国的都城番禺。与此同时，东越王余善也向汉武帝上书请战，并派兵8000人协助杨仆进攻南越国，但东越王的军队行至揭阳时，便借口遇上风浪而不再前进，还暗中派使者向南越国报信。
该年冬天，即前112年冬时，杨仆率领精兵，抢先攻下寻峡，然后攻破番禺城北的石门（在今广东省广州市内），缴获了南越国的战船和粮食，乘机向南推进，挫败南越国的先头部队，率领数万大军等候路博德的军队。路博德率领被赦的罪人，路途遥远，与杨仆会师时才到了一千多人，于是一同进军。杨仆率军队在前边，一直攻到番禺，赵建德和吕嘉都在城中固守。杨仆选择有利的地形，将军队驻扎在番禺的东南面，天黑之后，杨仆率兵攻进番禺城，放火烧城。而路博德则在城西北驻军，派使者招降南越人，南越人久闻路博德的威名，于是纷纷投奔路博德的旗下，黎明时分，城中的南越国守军大部分已向路博德投降。吕嘉和赵建德见形势不妙，在天亮之前率领几百名部下出逃，乘船沿海往西而去。路博德在询问了投降的南越人之后，才知吕嘉和赵建德的去向，并派兵追捕他们。最后，赵建德被路博德的校尉司马苏弘擒获，而吕嘉被原南越国郎孙都擒获。

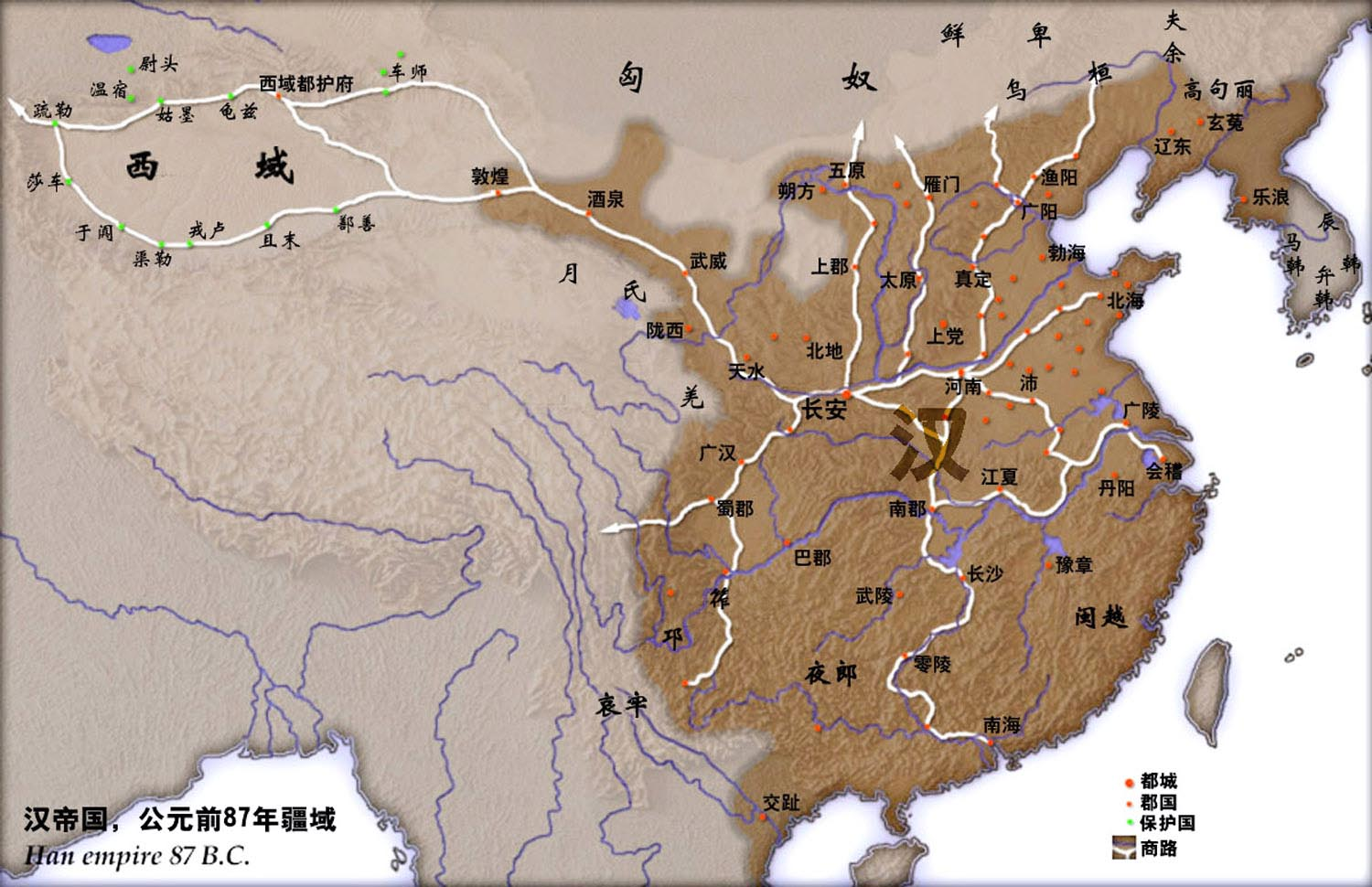
汉武帝后元二年(前87年)時漢朝的統治區域

吕嘉和赵建德被擒之后，南越国属下各郡县包括苍梧王赵光，桂林郡监居翁，揭阳县令史定等皆不战而向汉朝投降。郑严和田甲的军队，以及何遗调动的夜郎军队还未到达，南越国已经被平定了。这样，由赵佗创立的南越国經過93年、五代南越王之后，终于被汉朝消灭了。当平定南越的捷報傳给漢武帝時，漢武帝正在前去視察緱氏县（今河南省偃师市东南）的途中，当时身处左邑縣桐鄉（今山西省闻喜县北），于是漢武帝在桐乡設立了闻喜县。前111年春，吕嘉被汉军处死后將其首級呈送給漢武帝，当时漢武帝行至汲縣新中鄉（今河南省新乡市东），于是汉武帝又在新中乡设立了获嘉县。同年，赵建德也被处死，其首级高悬在汉朝皇宫的北阙上。其后汉武帝还在益州郡设立嶲唐（今云南省永平县西北）、不韦（今云南省保山市东北）两县，将吕嘉的子孙和宗族迁徙过去，以绝南越后患。汉武帝在平定南越国后，将南越国領地设置了南海、苍梧、郁林、合浦、交趾、九真、日南七郡。前111年，杨仆率军从合浦郡徐闻县（今属广东省）渡海，占领了海南岛。汉朝将其设为儋耳、珠崖两郡，和前面七郡同隷属于交州刺史部。

## 影响

### 政治
越南地區（即交趾郡、九真郡、日南郡三郡）從此进入漫长的北属时期（越南第一次北属时期，越南第二次北属时期，越南第三次北属时期），中间虽有多次起义及地方割据，直到970年丁部領称帝，越南才正式重新脱离中国统治。由于役民过重，珠崖郡（儋耳郡后被并入）当地经常发生反叛，在该郡建立65年后，初元三年（前46年）漢元帝採納賈捐之的建議，廢棄珠崖郡。 。

### 人口
经过昭宣中兴，据汉书中西汉末期汉平帝元始二年（公元2年）统计，岭南地区在统计范围内的七郡人口达到137萬2290人（即南海郡、鬱林郡、蒼梧郡、交趾郡、合浦郡、九真郡、日南郡七郡。而儋耳郡、珠崖郡二郡己於公元前46年被廢棄）
虽然西汉末年及东汉时期岭南的部分地区常发生叛乱。但东汉时期该地区人口仍能保持与西汉相当，汉顺帝时期统计内的五郡人口达到111萬4444人（仅包括南海郡、苍梧郡、合浦郡、九真郡、日南郡五郡人口）。

### 文化
據法國學者鄂盧梭的論述，越南地區在第一次北屬時，仍保存了若干的自身文化。當時雒越人已有斷髮紋身，這種短髮的習慣至紀元後10世紀時尚存。咀嚼檳榔黑齒等習慣，亦在此時開始通行。在河內西部，有兄弟同娶一妻(夫兄弟婚)的風俗，一直到13世紀，明朝官吏還未能廢除此一風俗。而雒越人的社會組織，則以雒王、雒侯、雒將等治厘。這些風俗，秦朝並未給與變更，南越國趙氏亦遵循秦朝政策。到日後西漢統治時亦大抵依越人舊俗管治，部落酋長（雒王、雒侯）的統治地位、經濟利益、生活習慣照樣不動。
在嫁娶禮規方面，九真等地尚處原始氏族制的對偶婚姻形式。這在中原人眼中是「無嫁娶禮法，各因淫好，無適對匹， 不識父子之性，夫婦之道。」據學者郭振鐸、張笑梅指出，這其實是一種對偶婚模式，是原始社會時期母權制氏族社會的一種婚姻方式。但任延亦認為有須要改變，因此他曾改革當地婚姻風俗，方法是「各使男年二十至五十，女年十五至四十，皆以年齒相配。其貧無禮娉，令長吏以下各省奉祿以賑助之」，亦即將當地男女之間的婚姻系統化，亦使對偶婚過渡到父權制度模式。
在文化上，中國統治者亦重視引入中原文化。在王莽時，曾採用移徙內地流放者與雒越人共同生活的策略，「頗徙中國罪人，使雜居其閒，乃稍知言語，漸見禮化」，東漢初年的錫光、任延等地區長官亦致力於文化推廣，「建立學校，導之禮義」，於是「領南華風，始於二守焉」。

### 技術经济
在經濟生產上，越南地區的農業技術原本比較落後，如九真郡人只知射獵，不懂牛耕，並採以火焚田的方式肥土。到任延在東漢光武帝初年擔任九真太守時，便教當地人製作農具，當地農產量乃有所提高。

### 引用
1. ↑  张荣芳、黄淼章：《南越国史》，第2版，第401~402页
2. ↑  张荣芳、黄淼章：《南越国史》，第2版，第402页
3. ↑  张荣芳、黄淼章：《南越国史》，第2版，第403页
4. ↑  张荣芳、黄淼章：《南越国史》，第2版，第403~404页。
5. ↑  余天炽、覃圣敏、蓝日勇、梁旭达、覃彩銮：《古南越国史》，第222~223页。
6. ↑  张荣芳、黄淼章：《南越国史》，第2版，第158~161页。
7. ↑  梁廷枏：《南越五主传》
8. ↑  张荣芳、黄淼章：《南越国史》，第2版，第404页。
9. ↑  张荣芳、黄淼章：《南越国史》，第2版，第156页。
10. ↑  张荣芳、黄淼章：《南越国史》，第2版，第405页。
11. ↑  张荣芳、黄淼章：《南越国史》，第2版，第405~406页。
12. ↑  班固：《汉书》卷六《武帝纪》。
13. ↑  常璩：《华阳国志》卷四《南中志》
14. ↑  龚留柱：《南越王建德考辨》，《南越国史迹研讨会论文选集》，第45页。
15. ↑  胡守为：《南越开拓先驱——赵佗》，第82页
16. ↑  余天炽、覃圣敏、蓝日勇、梁旭达、覃彩銮：《古南越国史》，第233~234页。
17. ↑  后汉书 卷八十六
18. ↑  资治通鉴 卷二十八
19. ↑  汉书 卷二十八上 地理志第八下
20. ↑  后汉书 卷八十六
21. ↑  后汉书 卷二十三　郡國五　益州 涼州 并州 幽州 交州
22. ↑  鄂盧梭《秦代初平南越考》第四章《結論》，馮承鈞譯，臺灣商務印書館版，103─107。
23. ↑  郭振鐸、張笑梅《越南通史》第二編第四章第三節，中國人民大學出版社版，150-151頁。
24. ↑  范曄《後漢書·循吏列傳·任延列傳》，北京中華書局校注本，2462页；郭振鐸、張笑梅《越南通史》第二編第四章第三節，中國人民大學出版社版，154─155頁。
25. ↑  范曄《後漢書·南蠻西南夷列傳》，北京中華書局校注本，2836頁。
26. ↑  范曄《後漢書·循吏列傳·任延列傳》，北京中華書局校注本，2462；郭振鐸、張笑梅《越南通史》第二編第四章第三節，中國人民大學出版社版，155頁。
27. ↑  范曄《後漢書·循吏列傳·任延列傳》，北京中華書局校注本，2462；郭振鐸、張笑梅《越南通史》第二編第四章第三節，中國人民大學出版社版，153頁。